# Guillermo Schulz
Guillermo Schulz (conocido en alemán como Wilhelm Phillip Daniel Schulz) (1805-1877) fue un ingeniero de minas hispano-alemán, nacido el 6 de marzo de 1805 en Dörnberg, Habichtswald, (Alemania) y fallecido el 1 de agosto de 1877 en Aranjuez (España).

## Vida
En agosto de 1826 se trasladó a España permaneciendo en el país 4 años y aprendiendo el idioma, regresó a Alemania en 1830. Estando aun en Alemania es nombrado Comisario de minas pero permanece en Alemania un año más visitando varios establecimientos mineros en Bohemia, Hungría, Estiria y Baviera. Regresa a España en 1831. En 1833 es ascendido a Inspector de Distrito en Galicia y Asturias. En este tiempo elaboró escritos fundamentales sobre la minería en España y las minas de carbón. En 1844 se convirtió en Inspector General destinado en Asturias.
La reina Isabel II lo distinguió en 1849 por sus méritos. De 1854 a 1857 fue profesor en la Escuela Especial de Ingenieros de Minas de Madrid. Después fue presidente de la comisión que debía realizar el mapa geológico de España. Con este mapa debían encontrarse los tesoros del suelo del país para su posterior explotación. De 1854 a 1857 fue director de la Comisión para la Carta Geológica de Madrid y General del Reino (actual Instituto Geológico y Minero de España).
Murió a los 72 años en Aranjuez, donde se había retirado a vivir.
Guillermo Schulz es considerado un pionero de la geología y la minería en España. Adquirió un alto reconocimiento científico y un mérito por su impulso de la minería española. Por estas razones tiene calles en ciudades como Oviedo, Gijón o Mieres. En la ciudad de Oviedo existe un busto creado por el escultor José Gragera. En Dörnberg, su lugar de origen, existe un monumento en su honor erigido en 2005.